# Walter Rodney

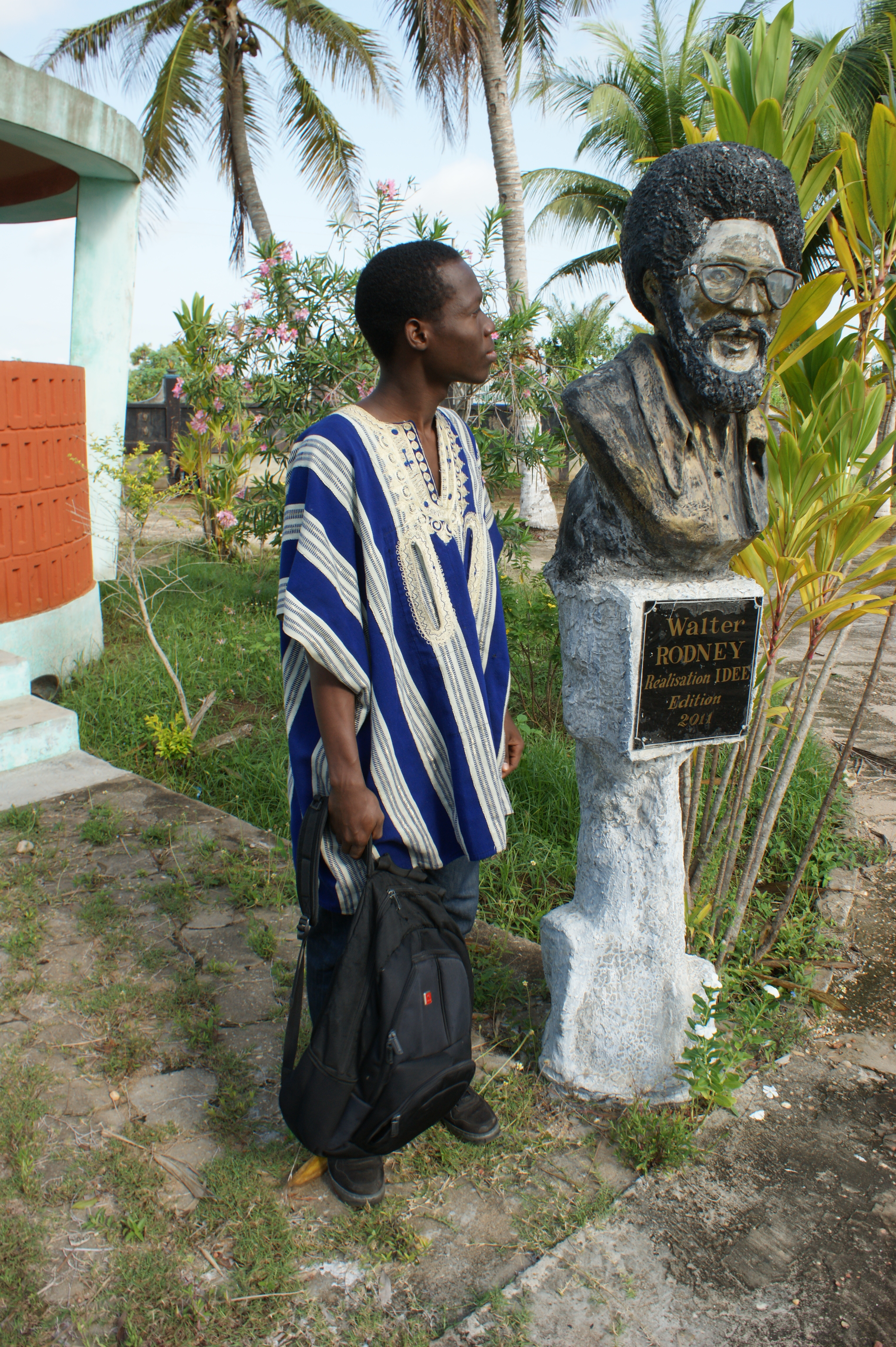
Walter Rodney, Statue (Foto 2013)

Walter Rodney (geboren am 23. März 1942 in Georgetown, Britisch-Guayana; gestorben am 13. Juni 1980 Guyana) war ein panafrikanisch orientierter Historiker und Politiker aus der Karibik. 1972 verfasste er im Osten Afrikas, in Tansanias (ehemals Deutsch-Ostafrika) damaliger Hauptstadt Daressalam, eines der maßgeblichen Werke über die Geschichte Afrikas und Europas, der Klassiker der postkolonialen Geschichtsschreibung: Wie Europa Afrika unterentwickelte und beteiligte sich während der Ujamaa-Zeit unter dem sozialistischen Präsidenten Julius Nyerere am Aufbau der entkolonisierten afrikanischen Sozialwissenschaften. Er war ein Vordenker und Praktiker von Black Power und ein wichtiger Denker des Antikolonialismus.
Rodney wurde durch einen von der guyanischen Armee verübten Sprengstoffanschlag getötet, das mutmaßlich von Präsident Forbes Burnham in Auftrag gegeben worden war.

## Leben
Walter Rodney wurde im karibischen Georgetown in der damaligen Kolonie Britisch-Guayana in eine Arbeiterfamilie geboren. Er war das zweite Kind von fünf Geschwistern, darunter vier Brüder und eine Schwester. Seine Eltern waren Edward und Pauline Rodney. Sein Vater war Schneider und seine Mutter eine Näherin und sie waren Mitglieder der marxistisch orientierten People’s Progressive Party, die an vorderster Front für die Unabhängigkeit von der britischen Herrschaft und einen sozialistischen Neuanfang kämpfte. Die politische Aktivität seiner Eltern brachte ihn mit einer Vielzahl sozialer Themen in Berührung. Als Kind, das in der westindischen Gesellschaft der Kolonialzeit aufwuchs, wurde er mit Rassismus, Klassenkonflikten und dem Aufstieg von Eliten konfrontiert, die koloniale Systeme und Strukturen propagierten.

### Schule und Studium
Den Eltern und den Lehrern fiel früh auf, dass Walter ein hochbegabtes Kind war. Rodneys akademische Laufbahn ist gespickt mit Auszeichnungen, offenen Stipendien und Ehrungen. Er wurde in die scholarship class seiner Grundschule aufgenommen, die ihre Schüler darauf trimmte, durch gute Leistungen ein Stipendium zu erlangen und ihnen so die Aufnahme in eine weiterführende Schule zu ermöglichen, deren Schulgeld die Eltern nicht hätten bezahlen können. So konnte er ab 1953 das Queen’s College in Georgetown besuchen, die erste High School für Jungen in der Kolonie. Er gewann die Redner- und Debattenwettbewerbe seiner Schule, gab die Schulzeitung The Lictor heraus und wurde zum Vorsitzenden der Historical Society des Queen’s College gewählt. 1960 legte er die Prüfungen des A-Level mit Auszeichnung als Klassenbester ab und erlangte ein Stipendium zum Studium der Geschichte am University College of the West Indies in Mona, Jamaika. Anfang der 1960er Jahre reiste Rodney – fasziniert von sozialistischen Ideen – in die Sowjetunion und nach Kuba. Dabei wurde Rodney sowohl vom jamaikanischen Geheimdienst wie dem Geheimdienst der USA, Central Intelligence Agency, überwacht. 1963 schloss er sein Studium mit Auszeichnung ab (B.A., First-class honours). Die geisteswissenschaftliche Fakultät der jungen University of the West Indies (das University College war 1962 zur Universität aufgewertet worden) erkannte Rodney ihren Jahrespreis 1963 zu und damit ein Stipendium für ein postgraduales Studium.
So begann Rodney mit 21 Jahren 1963 sein Promotionsstudium an der renommierten School of Oriental and African Studies (SOAS) an der Universität London. Seine Recherchen führten ihn in koloniale Metropolen wie Lissabon, wo er den antikolonialistischen Kampf unter der Führung von Amílcar Cabral entdeckte. Auch sein Aufenthalt in den Archiven von Sevilla im franquistischen Spanien stellte an sich eine Form politischer Erfahrung dar. Diese in seine Forschung integrierten Erfahrungen verschafften ihm ein besseres Wissen über die Zusammenhänge zwischen europäischen Nationalismen, Kolonialismus und Imperialismus. Am 5. Juli 1966, wenige Stunden nach der Geburt seines ersten Kindes Shaka, erhielt Rodney nach der Verteidigung seiner 614-seitigen Dissertation über die Geschichte der Sklaverei und des Sklavenhandels an der Upper Guinea Coast (der Küste der heutigen Staaten Guinea, Sierra Leone und Liberia) des Sklavenhandels den Titel eines Doktors der Geschichte mit Auszeichnung. Sie fand unter Historikern große Aufmerksamkeit, da Rodney die Geschichte der versklavten Völker aus einem neuen Blickwinkel und mit neuen Methoden untersucht und so Maßstäbe gesetzt hatte. Als Quellen dienten ihm unter anderem die Geschäftsbücher und die Korrespondenz portugiesischer Händler in England und Portugal. Dabei kam ihm zugute, dass er in der Schule als eines seiner Hauptfächer Spanisch gelernt hatte, außerdem Portugiesisch und Französisch. Am University College of the West Indies hatte er – ebenso wichtig – gelernt, die Methoden des Historikers mit sozialwissenschaftlichen Methoden zu verknüpfen. Rodneys Dissertation, A History of the Upper Guinea Coast, wurde 1970 von Oxford University Press veröffentlicht.
In seiner Freizeit – jedenfalls in den warmen Sommern – sprach Rodney oft an der Speakers’ Corner zu Einwandern aus der Karibik über den Rassismus der britischen Gesellschaft und die Ausbeutung der Arbeiter.

### Universitätsdozent
Nach der Promotion nahm Rodney einen Lehrauftrag der University of Dar es Salaam in Tansania, dem einstigen Kolonialgebiet Deutsch-Ostafrika, an der er 1966/1967 lehrte. Im Januar 1968 kehrte er nach Jamaika zurück und lehrte Geschichte an der University of the West Indies (UWI). Es war ein politisch aufgewühltes Jahr, auch in der Karibik, in der die Black-Power-Bewegung mehr und mehr Anhänger fand. Rodney beteiligte sich engagiert an den Debatten der jamaikanischen Intellektuellen, die die Regierungsprogramme für die „Schwarzen Armen“ als paternalistische-herablassende Bevormundung seitens der herrschenden Elite ablehnten und die Selbstermächtigung der „Verdammten dieser Erde“ (Frantz Fanon) verlangten. Dabei beschränkte er sich nicht auf den Universitätscampus in Mona. Er hielt vielmehr ebenso „in der Stadt“ (= in Kingston) Vorträge über afrikanische Geschichte und die Sklaverei und ihre (Spät-)Folgen, nicht zuletzt in den Arbeitervierteln von Kingston und vor Rastafarians. Seine kleine Schrift The groundings with my brothers, ein Rückblick auf seine Begegnung mit den Rastafarians, wurde zu einem Schlüsselwerk für die Black-Power-Bewegung in der Karibik. Rodney bezieht sich unter anderem auf Schriften und Thesen von Marcus Garvey.
Spätestens im Sommer 1968 erweckte Rodneys universitäre und außeruniversitäre Tätigkeit den Argwohn der Regierung. Als er am 15. Oktober 1968 von einer „Black-Writer“-Konferenz in Kanada zurückkehren wollte, verwehrte sie ihm die Wiedereinreise nach Jamaika. Studenten der UWI, darunter Ralph Gonsalves, organisierten einen Protestmarsch. Es kam zu tagelangen Unruhen in Kingston, mit mehreren Todesopfern (Rodney Riots).
Rodney kehrte daraufhin an die University of Dar es Salaam zurück, an der er bis 1974 lehrte. Er unterhielt enge Kontakte zu Yoweri Museveni, Joaquim Chissano und Joaquim Alberto Chissano. In dieser Zeit schrieb er zahlreiche Artikel zu Formen und Ursachen der Unterentwicklung und zur Rolle des Staates bei der Klassenbildung in Afrika, viele davon für Maji-Maji, die Zeitschrift der TANU Youth League an der Universität. 1972 erschien sein bekanntestes und wichtigstes Buch: How Europe Underdeveloped Africa („Wie Europa Afrika unterentwickelte“), es untersuchte, wie der globale Kapitalismus auf der Grundlage von Sklaverei und kolonialer Ausbeutung Afrikas aufgebaut wurde. In Deutschland erschien es 1973 unter dem Titel Afrika. Die Geschichte einer Unterentwicklung, eine Übersetzung, die in vielerlei Hinsicht mangelhaft war. Schon der Titel macht es offensichtlich, dass es eine Verzerrung gab, die Entwicklung und Unterentwicklung, die bei Rodney ein Verhältnis darstellen, bei dem das eine das andere bedingt, kam nicht vor, plötzlich gab es kein Europa, das zur afrikanischen Unterentwicklung in Beziehung steht. Buchabschnitte waren nicht mit dem entsprechenden marxistischen Vokabular übersetzt worden. Auch seine Kritik der europäischen Geschichtsschreibung über Afrika wurde stark gekürzt.
In den tansanischen Archiven erforschte Rodney die Geschichte der Zwangsarbeit und der kolonialen Wirtschaft. Dazu lernte er Deutsch. Die Ergebnisse seiner Forschungen erschienen 1976 unter dem Titel World War II and the Tanzanian economy. Für den Sechsten Panafrikanischen Kongress, der 1974 in Tansania stattfand, verfasste er den Beitrag Towards the Sixth Pan-African Congress: Aspects of the International Class Struggle in Africa, the Caribbean and America. Zwischendurch unternahm er mehrere längere Reisen in die Karibik, in die USA und nach Europa. Später (1978) lehrte Rodney für ein Semester am Institut für politische Wissenschaft der Universität Hamburg.

### Politisches Wirken in Guyana
1974 kehrte Rodney nach 14-jähriger Abwesenheit in seine Heimat Guyana zurück. Die 1963 gegründete University of Guyana hatte ihn als Professor für Geschichte berufen. Doch die Regierung hob die Ernennung wieder auf. Gleichwohl blieb Rodney in Guyana. Er schloss er sich der einzigen linken Oppositionspartei, der Working People’s Alliance (WPA) an, die dem zunehmend autoritären und identitär „afrozentrischen“ Regime von Forbes Burnham und seiner Partei, der People’s National Congress (PNC), eine klassenbasierte, revolutionäre Solidarität entgegensetzte. Wichtige Mitglieder waren unter anderem die afro-guyanische Aktivistin Andaiye und David Hinds.
Am 11. Juli 1979 wurde Rodney zusammen mit sieben anderen Personen nach einem Brand verhaftet und der Brandstiftung bezichtigt. Von diesem Zeitpunkt an bis zu seiner Ermordung wurde er von Agenten des Burnham-Regimes ständig verfolgt, belästigt, bedroht und angegriffen. Zumindest einmal entging er nur knapp seinem Tod. Am Abend des 13. Juni 1980 wurde Walter Rodney im Zentrum von Georgetown durch die Explosion eines mit Sprengstoff gefüllten Walkie-Talkies, das ihm Gregory Smith, ein Sergeant der Guyana Defence Forces zugesteckt hatte, getötet.

## Familie
1965 heiratete Walter Rodney seine Jugendfreundin, die Krankenschwester Patricia Henry. Sie hatten drei Kinder: Shaka, Kanini und Asha. Nach dem Tod Walter Rodneys mit nur 38 Jahren floh die Familie nach Barbados. Patricia Rodney promovierte in Soziologie und Erwachsenenbildung an der Universität von Toronto und schrieb ein Buch: The Caribbean State, Healthcare and Women: An Analysis of Barbados and Grenada During the 1979-1983 und widmete ihr Leben dem Kampf der Arbeiterklasse.

## Ehrungen
Der Dichter und Reggae-Musiker Linton Kwesi Johnson schrieb und komponierte Reggae fi Radni zum Gedenken an Walter Rodney. Ebenso widmete der US-amerikanische Blues-Gitarrist, Sänger und Songschreiber Corey Harris Walter Rodney einen gleichnamigen Reggae-Song auf seinem Album Zion Crossroads (2007). Die englische Grime/Punk-Band Bob Vylan verwendete auf ihrem Album Bob Vylan Presents the Price of Life einen Auszug einer Rede von Walter Rodney.

## Schriften
- A history of the Upper Guinea Coast 1545–1800. Clarendon Press, Oxford 1970.
- How Europe Underdeveloped Africa. Bogle-L'Ouverture Publications, London 1972.
  - deutsch: Afrika – Die Geschichte einer Unterentwicklung. Verlag Klaus Wagenbach, Berlin 1973, ISBN 3-8031-1056-4.
  - neue deutsche Übersetzung: Wie Europa Afrika unterentwickelte. Mit Beiträgen von Bafta Sarbo, Peluola Adewale und René Arnsburg, übersetzt von Andreas Brandl, Manifest Verlag, Berlin 2023, ISBN 978-3-96156-126-1.
- World War II and the Tanzanian economy. Africana Studies and Research Center, Ithaca 1976.
- Migrant labour in Tanzania during the colonial period. Case studies of recruitment and conditions of labour in the sisal industry. Institut für Afrika-Kunde im Verbund der Stiftung Deutsches Übersee-Institut, Hamburg 1983, ISBN 3-923519-56-7 (zusammen mit Kapepwa Tambila und Laurent Sago).
- The groundings with my brothers. Bogle-L'Ouverture Publications, London 1983.
- Walter Rodney speaks. The making of an African intellectual. Africa World Press, Trenton 1990, ISBN 0-86543-072-1.
- Decolonial Marxism: Essays from the Pan-African Revolution, Verso Books, New York 2022.
  - deutsch: Dekolonialer Marxismus. Schriften aus der panafrikanischen Revolution, hrsg. von Asha Rodney, Patricia Rodney, Ben Mabie und Jesse Benjamin. Aus dem Englischen von Christian Frings, Dietz Verlag, Berlin 2024, ISBN 978-3-320-02418-5.